# Paavo Berg
Paavo Daavid Berg (Lahti, 23 novembre 1911 – Hanko, 1º novembre 1941) è stato un militare e aviatore finlandese, è stato un asso dell'aviazione da caccia nel corso della seconda guerra mondiale abbattendo individualmente 10 aerei nemici, uno in collaborazione e danneggiandone un altro nel corso di 100 missioni.

## Biografia

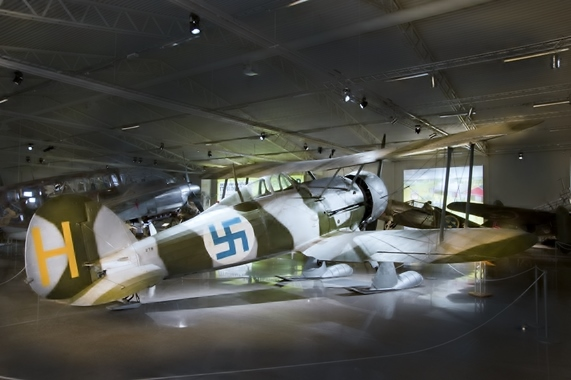
Un caccia Gloster Gladiator Mk.II della Suoman ilmavoimat.

Nacque a Lahti il 23 novembre 1911, figlio di Kalle e Anna Taavintytär. Arruolatosi nella Suomen ilmavoimat fu promosso tenente il 16 maggio 1935 ed assegnato al LLv 26, allora dotato dei Bristol Bulldog, il 31 gennaio 1938. 
Dopo lo scoppio della guerra d'Inverno con l'Unione Sovietica fu assegnato al reparto da caccia equipaggiato con i nuovi biplani Gloster Gladiator appena forniti della Gran Bretagna via Svezia. Conseguì la sua prima vittoria aerea il 2 febbraio 1940 abbattendo un caccia Polikarpov I-153 del 38 IAP sopra Hanko.
Il 18 febbraio prese parte all'intercettazione di una grossa formazione di 40 bombardieri Tupolev SB-2 che stavano attaccando la linea ferroviaria nei pressi di Kouvola, abbattendo due bombardieri nemici. Il giorno dopo distrusse un I-153 che partecipava ad una missione di scorta ad una formazione di 32 bombardieri SB-2.  Alle 10:50 del 20 febbraio, volando sul Gladiator (GL-280) attaccò una formazione di 30 bombardieri sopra Kouvola. Scelse come bersaglio un aereo che volava in mezzo alla formazione ma questo si rivelò un errore in quanto finì in mezzo al fuoco incrociato della formazione dei bombardieri. Il suo caccia si incendiò ed egli aprì il tettuccio e sganciò le cinture di sicurezza per lanciarsi. Tuttavia rimase bloccato quando il suo stivale si incastrò nell'abitacolo e perse alcuni istanti cercando di sbloccare lo stivale con le fiamme che gli ustionarono la faccia. Riuscito a lanciarsi con il paracadute venne poi a conoscenza che lo SB-2 che aveva attaccato era precipitato al suolo incendiandosi. Rimase ricoverato in ospedale per il resto della guerra.
Il 27 marzo 1940 fu assegnato al LLv 32 in qualità di capo squadriglia, volando sui Fokker D.XXI, e il 30 aprile fu promosso capitano. Con la ripresa delle operazioni belliche, il 25 giugno 1941, comandava la 1./LLv 32 di stanza a Hyvinkää ed equipaggiava con i Fokker D.XXI. Dopo aver ricevuto i caccia Curtiss H-75 Hawk, egli conseguì la sua prima vittoria il 17 luglio abbattendo un caccia I-153 sopra Jääski. Il 3 settembre, dopo un duro combattimento di 15 minuti contro dei caccia I-153, rivendicò uno dei 7 aerei reclamati dai piloti finlandesi. Il 19 settembre abbatté 3 caccia Mikoyan-Gurevic MiG-3 del 7 IAP sopra Ohalatva. Il 30 ottobre la 1./LLv 32 si trasferì a Nummela per distruggere le forze aeree sovietiche che operavano dal campo d'aviazione di Täcktom (nel settore di Hanko).
Il 1 novembre rivendicò un nuova vittoria (in collaborazione) a spese di un Polikarpov I-16, e poi il suo aereo venne inquadrato dalla contraerea nemica ed abbattuto con la morte del pilota. Al momento della sua morte aveva abbattuto 10 aerei individualmente, uno in collaborazione e ne aveva danneggiato un altro in 100 missioni di combattimento.

### Annotazioni
1. ↑  Secondo fonti sovietiche Berg rimase vittima di Vasiliy F. Golubev del 13 IAP-KBF che il 2 novembre rivendicò l'abbattimento di due Hawker Hurricane.

### Fonti
1. 1 2 3 4 5 6 7 8 9 10 11  Ciel de Gloire.
2. 1 2 3 4 5 6 7 8 9 10  Surfcity.